# Christian Träsch
Christian Träsch (Ingolstadt, 1º settembre 1987) è un ex calciatore tedesco, di ruolo difensore.

## Carriera

### Club
Il 3 febbraio 2008 debutta nella prima squadra dello Stoccarda nella partita contro lo Schalke 04. Sette mesi dopo, contro il Werder Brema, segna il suo primo gol con un tiro da 25 metri.

### Nazionale
Träsch ha debuttato nella Nazionale maggiore il 2 giugno 2009 durante una tournée in Asia. Il 7 maggio 2010 viene incluso nella lista provvisoria dei 27 convocati per il campionato mondiale di calcio 2010 del Sudafrica, ma è costretto a saltare l'importante appuntamento a causa di un infortunio alla caviglia accorsogli durante una partita amichevole disputata in Alto Adige.

## Statistiche

### Presenze e reti nei club
Statistiche aggiornate al 21 maggio 2010.
| Stagione              | Squadra               | Campionato            | Campionato | Campionato | Coppe nazionali | Coppe nazionali | Coppe nazionali | Coppe continentali | Coppe continentali | Coppe continentali | Altre coppe | Altre coppe | Altre coppe | Totale | Totale |
| Stagione              | Squadra               | Comp                  | Pres       | Reti       | Comp            | Pres            | Reti            | Comp               | Pres               | Reti               | Comp        | Pres        | Reti        | Pres   | Reti   |
| --------------------- | --------------------- | --------------------- | ---------- | ---------- | --------------- | --------------- | --------------- | ------------------ | ------------------ | ------------------ | ----------- | ----------- | ----------- | ------ | ------ |
| 2005-2006             | Monaco 1860 II        | RL                    | 15         | 2          | -               | -               | -               | -                  | -                  | -                  | -           | -           | -           | 15     | 2      |
| 2006-2007             | Monaco 1860 II        | RL                    | 24         | 0          | -               | -               | -               | -                  | -                  | -                  | -           | -           | -           | 24     | 0      |
| Totale Monaco 1860 II | Totale Monaco 1860 II | Totale Monaco 1860 II | 39         | 2          | -               | -               | -               | -                  | -                  | -                  |             | -           | -           | 39     | 2      |
| 2007-2008             | Stoccarda II          | RL                    | 32         | 0          | -               | -               | -               | -                  | -                  | -                  | -           | -           | -           | 32     | 0      |
| 2008-2009             | Stoccarda II          | 3L                    | 7          | 1          | -               | -               | -               | -                  | -                  | -                  | -           | -           | -           | 7      | 1      |
| Totale Stoccarda II   | Totale Stoccarda II   | Totale Stoccarda II   | 39         | 1          | -               | -               | -               | -                  | -                  | -                  |             | -           | -           | 39     | 1      |
| 2007-2008             | Stoccarda             | BL                    | 1          | 0          | -               | -               | -               | -                  | -                  | -                  | -           | -           | -           | 1      | 0      |
| 2008-2009             | Stoccarda             | BL                    | 19         | 1          | -               | -               | -               | CU                 | 5                  | 0                  | -           | -           | -           | 24     | 1      |
| 2009-2010             | Stoccarda             | BL                    | 29         | 3          | CG              | 3               | 0               | UCL                | 6                  | 1                  | -           | -           | -           | 38     | 4      |
| Totale Stoccarda      | Totale Stoccarda      | Totale Stoccarda      | 49         | 4          |                 | 3               | 0               |                    | 11                 | 1                  |             | -           | -           | 63     | 5      |
| Totale carriera       | Totale carriera       | Totale carriera       | 127        | 7          |                 | 3               | 0               |                    | 11                 | 1                  |             | -           | -           | 141    | 8      |

### Cronologia presenze e reti in Nazionale
| Cronologia completa delle presenze e delle reti in nazionale ― Germania | Cronologia completa delle presenze e delle reti in nazionale ― Germania | Cronologia completa delle presenze e delle reti in nazionale ― Germania | Cronologia completa delle presenze e delle reti in nazionale ― Germania | Cronologia completa delle presenze e delle reti in nazionale ― Germania | Cronologia completa delle presenze e delle reti in nazionale ― Germania | Cronologia completa delle presenze e delle reti in nazionale ― Germania | Cronologia completa delle presenze e delle reti in nazionale ― Germania |
| Data                                                                    | Città                                                                   | In casa                                                                 | Risultato                                                               | Ospiti                                                                  | Competizione                                                            | Reti                                                                    | Note                                                                    |
| ----------------------------------------------------------------------- | ----------------------------------------------------------------------- | ----------------------------------------------------------------------- | ----------------------------------------------------------------------- | ----------------------------------------------------------------------- | ----------------------------------------------------------------------- | ----------------------------------------------------------------------- | ----------------------------------------------------------------------- |
| 2-6-2009                                                                | Dubai                                                                   | Emirati Arabi Uniti                                                     | 2 – 7                                                                   | Germania                                                                | Amichevole                                                              | -                                                                       | 79’                                                                     |
| 13-5-2010                                                               | Aquisgrana                                                              | Germania                                                                | 3 – 0                                                                   | Malta                                                                   | Amichevole                                                              | -                                                                       | 57’                                                                     |
| 11-8-2010                                                               | Copenaghen                                                              | Danimarca                                                               | 2 – 2                                                                   | Germania                                                                | Amichevole                                                              | -                                                                       |                                                                         |
| 8-10-2010                                                               | Berlino                                                                 | Germania                                                                | 3 – 0                                                                   | Turchia                                                                 | Qual. Euro 2012                                                         | -                                                                       | 86’                                                                     |
| 17-11-2010                                                              | Göteborg                                                                | Svezia                                                                  | 0 – 0                                                                   | Germania                                                                | Amichevole                                                              | -                                                                       | 60’                                                                     |
| 29-3-2011                                                               | Mönchengladbach                                                         | Germania                                                                | 1 – 2                                                                   | Australia                                                               | Amichevole                                                              | -                                                                       | 88’                                                                     |
| 29-5-2011                                                               | Sinsheim                                                                | Germania                                                                | 2 – 1                                                                   | Uruguay                                                                 | Amichevole                                                              | -                                                                       | 79’                                                                     |
| 6-9-2011                                                                | Danzica                                                                 | Polonia                                                                 | 2 – 2                                                                   | Germania                                                                | Amichevole                                                              | -                                                                       |                                                                         |
| 11-11-2011                                                              | Kiev                                                                    | Ucraina                                                                 | 3 – 3                                                                   | Germania                                                                | Amichevole                                                              | -                                                                       | 46’                                                                     |
| 10-8-2011                                                               | Stoccarda                                                               | Germania                                                                | 3 – 2                                                                   | Brasile                                                                 | Amichevole                                                              | -                                                                       |                                                                         |
| Totale                                                                  |                                                                         | Presenze                                                                | 10                                                                      |                                                                         | Reti                                                                    | 0                                                                       |                                                                         |

## Palmarès

### Club

#### Competizioni nazionali
- Coppa di Germania: 1

Wolfsburg: 2014-2015
- Supercoppa di Germania: 1

Wolfsburg: 2015